# Marcel Wüst
Marcel Wüst (Keulen, 6 augustus 1967) is een voormalig Duits wielrenner.

## Carrière
Wüst was vooral een talentvol sprinter en won tijdens zijn carrière veelal sprintetappes, maar ook enkele tijdritten. Hij won minstens één etappe in alle drie de Grote Rondes. In zowel de Ronde van Italië als de Ronde van Frankrijk was hij eenmaal succesvol. In de Ronde van Spanje boekte hij maar liefst twaalf etappe-overwinningen. In augustus 2000 viel Wüst en raakte daarbij het gezichtsvermogen in een van zijn ogen kwijt. In de jaren daarna werkte hij als persvoorlichter bij Team Coast en Team Wiesenhof-Akud en vervolgens als verslaggever bij de ARD. Ook schreef hij een boek.

## Belangrijkste overwinningen
1986
 Duits kampioen op de weg, junioren
1988
GP Waregem, beloften
1989
4e etappe deel B Omloop van de Sarthe
3e etappe deel A Tour de l'Oise
1990
2e etappe Omloop van de Sarthe
2e etappe deel B Parijs-Bourges
6e etappe Ronde van Burgos (tijdrit)
1991
1e en 3e etappe Route du Sud
3e etappe Ronde van Poitou-Charentes
1e, 11e en 14e etappe Herald Sun Tour
7e etappe International Cycling Classic
1992
1e, 2e (deel B), 4e en 5e etappe Route du Sud
1e en 3e (tijdrit) etappe Ronde van de Toekomst
4e (deel A), 6e (deel A) en 10e etappe deel A Herald Sun Tour
1993
Dwars door Morbihan
GP Denain
2e etappe Ronde van Burgos
1e etappe Ronde van Catalonië
3e en 7e (deel B) etappe Herald Sun Tour
1994
1e etappe Herald Sun Tour
1e etappe Dauphiné Libéré
1995
2e etappe Vierdaagse van de Aisne
6e etappe Clásico RCN
4e, 14e en 21e etappe Ronde van Spanje
7e etappe Herald Sun Tour
1996
7e etappe Commonwealth Bank Classic
3e (deel A) en 11e etappe Tour Du Pont
1e (deel A) en 3e etappe Ronde van Rioja
7e etappe Ronde van Catalonië
4e etappe Ronde van Castilië en León
1997
7e etappe Ronde van Italië
2e, 3e en 5e etappe Ronde van Spanje
4e etappe Route du Sud
5e etappe Ronde van Burgos
1e, 5e en 6e etappe Boland Bank Tour
1998
14e en 17e etappe Ronde van Spanje
Circuito de Getxo
1e en 2e etappe Ronde van Chili
2e etappe Omloop van de Sarthe
3e etappe Ronde van Burgos
1999
2e, 3e, 4e en 7e etappe Ronde van Spanje
10e en 13e etappe Commonwealth Bank Classic
1e etappe Catalaanse Wielerweek
2e en 5e etappe Ronde van Aragón
4e etappe Ronde van Galicië
5e etappe Ronde van Burgos
2000
6e etappe Ronde van Duitsland
1e, 2e, 3e en 5e etappe Omloop van de Sarthe
1e etappe Ronde van Aragón
5e etappe Ronde van Frankrijk

## Resultaten in voornaamste wedstrijden
| Jaar | Ronde van Italië | Ronde van Frankrijk | Ronde van Spanje |
| ---- | ---------------- | ------------------- | ---------------- |
| 1989 |                  |                     |                  |
| 1990 | 143e             |                     |                  |
| 1991 |                  |                     | opgave           |
| 1992 |                  | opgave              |                  |
| 1993 |                  |                     |                  |
| 1995 |                  |                     | 93e (3)          |
| 1996 | opgave           |                     | uitgesloten      |
| 1997 | 105e (1)         |                     | 109e (3)         |
| 1998 | buiten tijd      |                     | 106e (2)         |
| 1999 |                  |                     | opgave (4)       |
| 2000 |                  | opgave (1)          |                  |

| Jaar | Milaan-San Remo | Gent-Wevelgem | Ronde van Vlaanderen | Parijs-Roubaix | Parijs-Tours | Parijs-Brussel | E3 Harelbeke |  | WK op de weg |
| ---- | --------------- | ------------- | -------------------- | -------------- | ------------ | -------------- | ------------ |  | ------------ |
| 1989 |                 |               |                      |                | 8e           | ↑              |              |  | opgave       |
| 1990 |                 | 27e           | 104e                 |                | 13e          | 82e            |              |  |              |
| 1991 |                 | 80e           |                      |                | 35e          | 33e            | 5e           |  |              |
| 1992 |                 | 122e          | 88e                  |                |              |                |              |  |              |
| 1993 | 85e             |               | 74e                  | 64e            | 83e          |                |              |  |              |
| 1995 |                 | 111e          |                      |                |              |                |              |  |              |
| 1996 |                 |               |                      |                |              |                |              |  |              |
| 1997 |                 | 101e          |                      |                |              |                |              |  | opgave       |
| 1998 |                 |               |                      |                |              |                |              |  |              |
| 1999 |                 |               |                      |                |              |                |              |  |              |
| 2000 |                 |               |                      |                |              |                |              |  |              |

Wielerploegen van Marcel Wüst
Bagot ·
Bölts ·
Caritoux ·
Claveyrolat ·
Colotti ·
Esnault · 
Jourdan ·
Laurent · 
Lino · 
Manin · 
Mottet · 
A. Pedersen ·
P. Pedersen ·
Pineau · 
Rezze ·
Ribeiro ·
Sanders ·
Vallet ·
Vermote ·
Wüst
Bagot ·
Bouvatier ·
Brun ·
Caritoux ·
Claveyrolat ·
Colotti ·
Jonrond · 
Laurent · 
Lino · 
Manin · 
Mottet · 
Pedersen ·
Pineau · 
Rezze ·
Ribeiro ·
Sanders ·
Vermote ·
Wüst
Bouvatier ·
Brun ·
Caritoux ·
Chevallier (tot 05/08) ·
Claveyrolat ·
Dojwa ·
Jonrond · 
Laurent · 
Lino · 
M. Madiot ·
Y. Madiot ·
Manin · 
Mottet · 
Rezze ·
Ribeiro ·
Stevenson · 
Virenque ·
Vermote ·
Wüst ·
Garel (stagiair)
Caritoux ·
Dojwa ·
Garel ·
Heulot ·
Laurent · 
Lino · 
Manin · 
Mottet · 
Pensec ·
Rezze ·
Ribeiro ·
Stevenson · 
Vichot ·
Virenque ·
Vermote ·
Wüst ·
Magnin (stagiair) ·
Rous (stagiair) 
Bouwmans ·
Cornillet ·
Jekimov ·
Laurent ·
Le Clerc ·
Mottet ·
Nelissen ·
Neljoebin ·
Nulens ·
Pensec ·
Planckaert ·
Sergeant ·
Talmant · 
Verhoeven ·
Wüst ·
Zjdanov ·
Jonker (stagiair) ·
Vasseur (stagiair)
Bouwmans ·
Cornillet ·
De Wael ·
De Wolf (tot 30/06) ·
Jonker ·
Laurent ·
Louviot ·
Mottet ·
Nelissen ·
Nulens ·
Pensec ·
Planckaert ·
Schurer ·
Sergeant ·
Talmant · 
Vasseur ·
Verhoeven ·
de Vries ·
Wüst ·

van der Steen (stagiair) ·
Thebes (stagiair) 
Arnould · 
Bourguignon · 
Bouvatier ·
Bozzi ·
Chiotti ·
Davion ·
Derique ·
Garel ·
Guesdon ·
Hennebert ·
Hubert ·
Kozlitin ·
Leblanc  ·
Lino ·
Millar ·
Obree ·
Pensec ·
van Poppel ·
Rokia ·
Vermote ·
Wüst
Bassons ·
Bortolami ·
Boscardin ·
Bouvard ·
Brochard  ·
Chiotti ·
Dufaux ·
García ·
Halgand ·
Hernández ·
Hervé ·
Jeker ·
Laukka ·
Laurent ·
Lebreton ·
Lefèvre ·
Magnien ·
Medan ·
Moreau ·
Rous ·
Stephens ·
Tebaldi ·
Virenque ·
Wüst ·
Bernard (stagiair) ·
Bodrogi (stagiair) ·
Korff (stagiair) 
Bassons ·
Belli ·
Bortolami ·
Boscardin ·
Brochard  ·
Dufaux ·
García ·
Halgand ·
Hall ·
Hernández ·
Hervé ·
Jeker ·
Kivilev ·
Korff ·
Laurent ·
Lefèvre ·
Medan ·
Meier ·
Moreau ·
Rous ·
Stephens ·
Uriarte ·
Virenque ·
Wüst ·
Zülle
Belli ·
Brard ·
Brochard ·
Dolci ·
García ·
Halgand ·
Hall ·
Hernández ·
Hervé ·
Hotz ·
Huser ·
Jeker ·
Kivilev ·
Korff ·
Lefèvre ·
Madouas ·
Moos ·
Moreau ·
Reynaud ·
Rous ·
Sainz ·
Teyssier ·
Uriarte ·
Wüst ·
Klinger (stagiair) ·
Prior (stagiair)
Asmaker ·
Augé ·
Beloki ·
Brard ·
Á. Casero ·
R. Casero ·
Clinger ·
Di Grande ·
Flickinger ·
García ·
Hall (tot 30/06) ·
Henrix ·
Hernández ·
Huser ·
Jeker ·
Klinger ·
Korff ·
Lino ·
Madouas ·
Moreau ·
Plaza ·
Reynaud ·
Sainz ·
Sastre ·
Wüst ·
Lara (stagiair) 
Augé ·
Brard ·
Á. Casero ·
R. Casero ·
Chanteur ·
Clinger ·
Da Cruz ·
Flickinger ·
García ·
Hernández ·
Klinger ·
Korff ·
Lino ·
Madouas ·
Moreau ·
Pérez ·
Plaza ·
Prétot ·
Radochla ·
Rebollo ·
Reynaud ·
Sastre ·
Teutenberg ·
Vicario ·
Wüst (tot 30/06) ·
Schleck (stagiair) 
- Gemeinsame Normdatei: 129866040
- Virtual International Authority File: 57703529
- WorldCat: E39PBJxRB4pbbpBqb73bTYPxXd